# Rêne
Pour les articles ayant des titres homophones, voir Reine (homonymie), Renne (homonymie), Rennes (homonymie) et Raine.

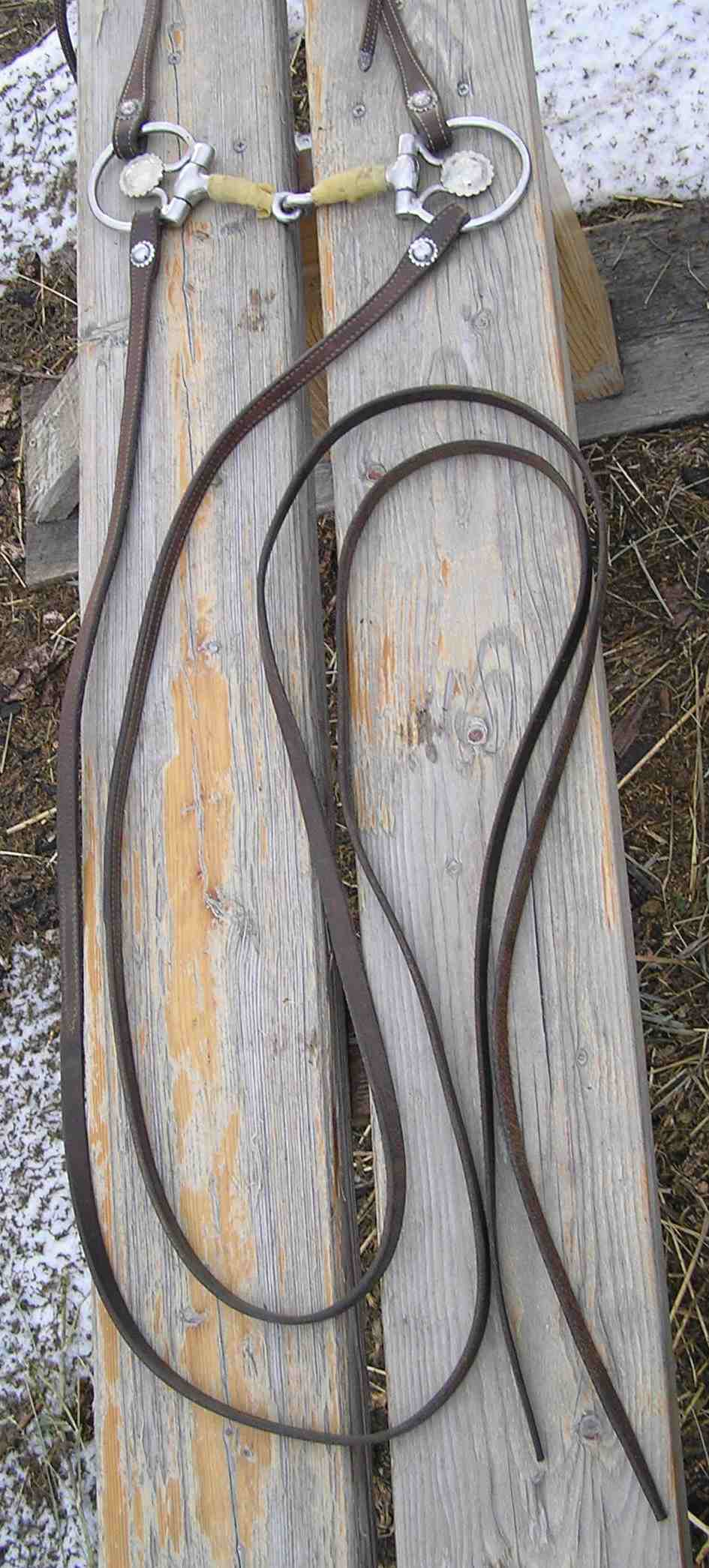
Rênes attachées à un mors western.

Les rênes sont une pièce de harnachement des équidés, consistant en de longues lanières souples en cuir. Elles sont toujours attachées au mors (ou autre, type hackamore), et généralement tenues en main par l'homme, que celui-ci soit en selle, à pied ou dans un attelage, pour contrôler les équidés. Elles permettent notamment d'influer sur la direction et la vitesse de l'animal.
Dans différentes cultures, les rênes ont inspiré des expressions populaires désignant le contrôle exercé par l'être humain.

## Étymologie et histoire
Le mot français « rêne » est issu du latin populaire retina, lui-même une forme de retinere, signifiant « retenir ». Il figure pour la première fois au XIIe siècle sous la forme resne, pour désigner une « courroie de la bride du cheval ».

## Description
Les rênes sont de longues lanières en cuir souple. En équitation, elles sont attachées au mors (ou autre, type hackamore) et tenues en main, elles relient la bouche du cheval à la main du cavalier. Elles doivent donc être assez souples pour communiquer la moindre pression de la main. Il existe des variantes particulières pour le dressage, l'attelage et le travail à pied. Le cuir peut parfois être tressé ou garni de caoutchouc.
- Longues rênes : destinées au travail à pied, ce sont comme le nom l'indique des rênes plus longues. La personne se place alors à pied derrière le cheval, et tient les longues rênes en main. Elles sont destinées à éduquer le cheval pour l'attelage ou la selle[3].
- Rênes fixes : destinées au travail de dressage du cheval. Elles ne sont pas tenues en main par un cavalier, mais fixées à la sangle ou au surfaix du cheval, sous les quartiers de la selle, l'autre bout étant attaché au mors comme d'habitude. Elles permettent de placer le cheval lors de son dressage[4].
- Rênes allemandes ou rênes coulissantes : beaucoup plus longues que des rênes normales, elles partent de la sangle du cheval, passent dans les anneaux du mors et reviennent dans la main du cavalier. Ces rênes peuvent coulisser dans les anneaux du mors[5]. Leur action oblige le cheval à baisser la tête[2].
- Rêne Colbertː faite d'une seule pièce, elle passe sur l'encolure du cheval avant de traverser les anneaux pour rejoindre les mains. Les rênes à poulies en sont une variante[2]

Mal utilisées les rênes allemandes et la rêne Colbert acculent le cheval.

### Guides

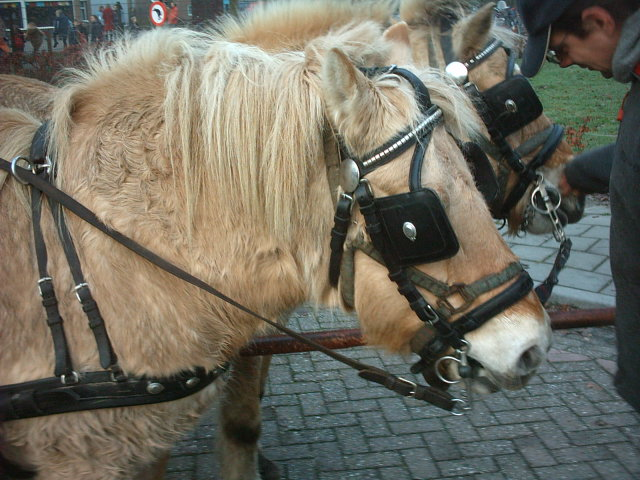
Guides d'attelage.

En attelage, les rênes sont nommées des guides. Elles ont la même fonction qu'en équitation, et sont le seul point de contact entre le meneur et ses chevaux. Dans le cas d'attelages à quatre, six voire plus, le meneur peut avoir un très grand nombre de guides entre les mains.

## Utilisation

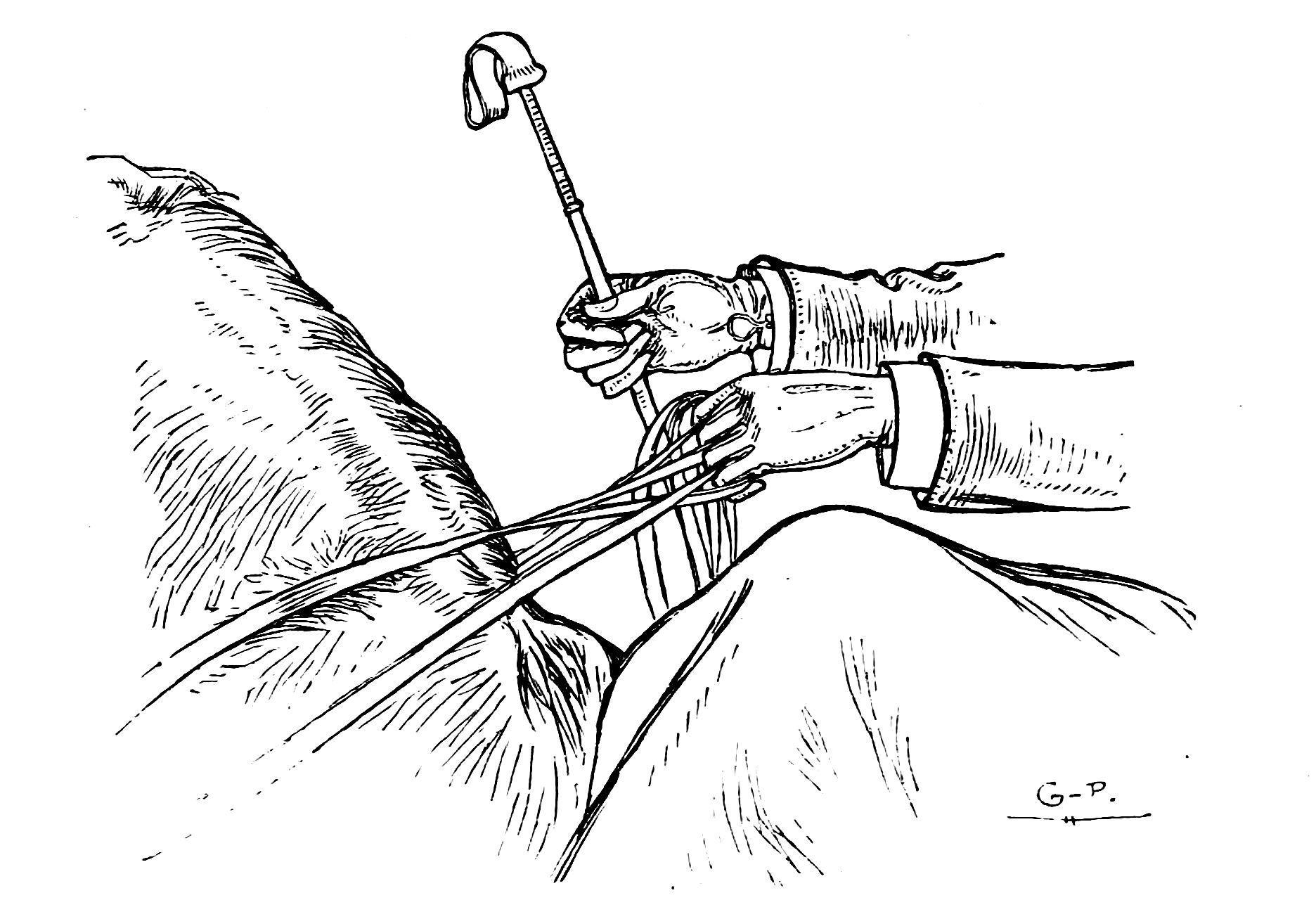
Tenue des rênes à une main en amazone.

Les rênes ont pour principales fonctions d'agir sur la direction prise par le cheval (mais contrairement à une opinion populaire, elles ne suffisent pas à le faire tourner, le cheval agissant sur sa direction avec ses membres antérieurs et non son encolure), de le faire ralentir et de lui demander d'exécuter des figures. Les actions que le cavalier peut effectuer avec ses rênes sont nommées des « effets de rênes ». Les plus couramment enseignés sont la rêne d’ouverture et la rêne d’appui.
Les deux manières les plus fréquentes pour tenir les rênes en selle sont « à pleine main » (la rêne sort sous l'auriculaire), ou entre l'auriculaire et l'annulaire. Dans tous les cas, elles passent aussi entre le pouce et l'index. La longueur des rênes et surtout la tension exercée par la main du cavalier influencent le placer et l'amplitude des foulées, une forte tension et des rênes courtes sont désagréables pour l'animal.

### "ajuster les rênes"
On utilise l'expression "ajuster les rênes" pour désigner l'action qui consiste à les régler à une longueur conforme au niveau d'équilibre possible du cheval. Un cheval sans dressage ou sur les épaules demande une certaine liberté d'encolure, il faut donc lui laisser une liberté de rênes qui permette le jeu de balancier de l'encolure, tandis qu'un cheval rassemblé, qui se meut dans un placer relativement fixe, peut être monté les rênes ajustées. Les chevaux d'extérieur travaillent dans un équilibre horizontal, mais il peut être nécessaire de pouvoir bander ses ressorts à partir des rênes lorsque c'est nécessaire, comme en vue d'un obstacle par exemple.

### Effets de rênes
L'équitation moderne classe les actions de rênes en six effetsː  la rêne directe d'ouverture sur le filet pour tourner; la rêne directe d'opposition pour ralentir, arrêter et reculer; la rêne contraire ou rêne d'appui pour tourner large; la rêne contraire d'opposition en avant du garrot pour tourner court; la rêne contraire d'opposition en arrière du garrot pour les pas de côté; la rêne contraire d'opposition ou intermédiaire au milieu du garrot pour l'épaule en dedans. Cependant, il est à noter que les anciens n'utilisaient que la "rêne du dedans" pour diriger, et celle du "dehors" pour soutenir.

### S'attacher à la main
On dit qu'un cavalier "s'attache à la main" quand il a une main ignorante qui se fixe aux rênes sans relâche ni nuance. La Guérinière disaitː "Elle est un des plus grands défauts qu'on puisse avoir à cheval."

## Culture populaire
« Tenir les rênes » signifie contrôler quelque chose. Par analogie avec le cavalier qui contrôle les mouvements de sa monture grâce aux rênes, « prendre les rênes » de quelque chose signifie prendre le pouvoir sur cette chose. Au contraire, « lâcher les rênes » désigne l'abandon du contrôle obtenu, le rendu de la liberté d'action et de décision. L'expression to rein in est l'équivalent dans la culture populaire anglo-saxonne. L'usage de l'expression opposée, free rein (lâcher les rênes), remonte à Geoffrey Chaucer (1343 - 1400),.